# BAFTA de melhor ator coadjuvante em televisão
O BAFTA de melhor ator coadjuvante em televisão (em inglês: British Academy Television Award for Best Supporting Actor) são concedidos pela Academia Britânica de Artes Cinematográficas e Televisivas (BAFTA). Eles são informalmente conhecidos como BAFTA TV Awards. Os prêmios de Melhor Ator Coadjuvante e Melhor Atriz Coadjuvante foram entregues pela primeira vez na cerimônia de 2010.

## Vencedores e indicados

### Década de 2010
| Ano                  | Ator                                       | Trabalho                     | Papel        | Emissora |
| -------------------- | ------------------------------------------ | ---------------------------- | ------------ | -------- |
| 2010                 |                                            |                              |              |          |
| Matthew Macfadyen    | Criminal Justice                           | Joe Miller                   | BBC One      |          |
| Tom Hollander        | Gracie!                                    | Monty Banks                  | BBC Four     |          |
| Benedict Cumberbatch | Small Island                               | Bernard Bligh                | BBC One      |          |
| Gary Lewis           | Mo                                         | Adam Ingram                  | Channel 4    |          |
| 2011                 |                                            |                              |              |          |
| Martin Freeman       | Sherlock                                   | Dr. John Watson              | BBC One      |          |
| Brendan Coyle        | Downton Abbey                              | John Bates                   | ITV          |          |
| Johnny Harris        | This is England '86                        | Michael "Mick" Jenkins       | Channel 4    |          |
| Robert Sheehan       | Misfits                                    | Nathan Young                 | E4           |          |
| 2012                 |                                            |                              |              |          |
| Andrew Scott         | Sherlock                                   | Jim Moriarty                 | BBC One      |          |
| Stephen Rea          | The Shadow Line                            | Gatehouse                    | BBC Two      |          |
| Martin Freeman       | Sherlock                                   | Dr. John Watson              | BBC One      |          |
| Joseph Mawle         | Birdsong                                   | Jack Firebrace               | BBC One      |          |
| 2013                 |                                            |                              |              |          |
| Simon Russell Beale  | "Henry IV, Parts I & II": The Hollow Crown | Falstaff                     | BBC Two      |          |
| Harry Lloyd          | The Fear                                   | Matty Beckett                | Channel 4    |          |
| Stephen Graham       | Accused                                    | Tony                         | BBC One      |          |
| Peter Capaldi        | The Hour                                   | Randall Brown                | BBC Two      |          |
| 2014                 |                                            |                              |              |          |
| David Bradley        | Broadchurch                                | Jack Marshall                | ITV          |          |
| Jerome Flynn         | Ripper Street                              | Detetive Bennet Drake        | BBC One      |          |
| Nico Mirallegro      | The Village                                | Joe Middleton                | BBC One      |          |
| Rory Kinnear         | Southcliffe                                | David Whitehead              | Channel 4    |          |
| 2015                 |                                            |                              |              |          |
| Stephen Rea          | The Honourable Woman                       | Sir Hugh Hayden-Hoyle        | BBC Two      |          |
| Adeel Akhtar         | Utopia                                     | Wilson Wilson                | Channel 4    |          |
| James Norton         | Happy Valley                               | Tommy Lee Royce              | BBC One      |          |
| Ken Stott            | The Missing                                | Ian Garrett                  | BBC One      |          |
| 2016                 |                                            |                              |              |          |
| Tom Courtenay        | Unforgotten                                | Eric Slater                  | ITV          |          |
| Ian McKellen         | The Dresser                                | Norman                       | Channel 4    |          |
| Anton Lesser         | Wolf Hall                                  | Thomas More                  | BBC Two      |          |
| Cyril Nri            | Cucumber                                   | Lance Sullivan               | BBC Two      |          |
| 2017                 |                                            |                              |              |          |
| Tom Hollander        | The Night Manager                          | Major "Corky" Lance Corkoran | BBC One      |          |
| Daniel Mays          | Line of Duty                               | Danny Waldron                | BBC Two      |          |
| Jared Harris         | The Crown                                  | Rei George VI                | Netflix      |          |
| John Lithgow         | The Crown                                  | Winston Churchill            | Netflix      |          |
| 2018                 |                                            |                              |              |          |
| Brían F. O'Byrne     | Little Boy Blue                            | Steve Jones                  | ITV          |          |
| Adrian Dunbar        | Line of Duty                               | Ted Hastings                 | BBC One      |          |
| Anupam Kher          | The Boy With The Topknot                   | pai de Sathnam               | BBC Two      |          |
| Jimmi Simpson        | Black Mirror: USS Callister                | James "Wally" Walton         | Netflix      |          |
| 2019                 |                                            |                              |              |          |
| Ben Whishaw          | A Very English Scandal                     | Norman Josiffe               | BBC One      |          |
| Alex Jennings        | Unforgotten                                | Tim Finch                    | ITV          |          |
| Kim Bodnia           | Killing Eve                                | Konstantin Vasiliev          | BBC One      |          |
| Stephen Graham       | Save Me                                    | Fabio "Melon" Melonzola      | Sky Atlantic |          |

### Década de 2020
| Ano               | Ator                 | Trabalho                   | Papel                               | Emissora         |
| ----------------- | -------------------- | -------------------------- | ----------------------------------- | ---------------- |
| 2020              |                      |                            |                                     |                  |
| Will Sharpe       | Giri/Haji            | Rodney Yamaguchi           | BBC Two                             |                  |
| Joe Absolom       | A Confession         | Christopher Halliwell      | ITV                                 |                  |
| Josh O'Connor     | The Crown            | Charles, Príncipe de Gales | Netflix                             |                  |
| Stellan Skarsgård | Chernobyl            | Boris Shcherbina           | HBO/Sky Atlantic                    |                  |
| 2021              | Malachi Kirby        | Small Axe: Mangrove        | Darcus Howe                         | BBC One          |
| 2021              | Kunal Nayyar         | Criminal: UK               | Sandeep Singh                       | Netflix          |
| 2021              | Tobias Menzies       | The Crown                  | Príncipe Philip, Duque de Edimburgo | Netflix          |
| 2021              | Michael Sheen        | Quiz                       | Chris Tarrant                       | ITV              |
| 2021              | Rupert Everett       | Adult Material             | Carroll Quinn                       | Channel 4        |
| 2021              | Micheal Ward         | Small Axe: Lovers Rock     | Franklyn Cooper                     | BBC One          |
| 2022              | Matthew MacFadyen    | Succession                 | Tom Wambsgans                       | HBO/Sky Atlantic |
| 2022              | Callum Scott Howells | It's a Sin                 | Colin "Gladys Pugh" Morris-Jones    | Channel 4        |
| 2022              | Omari Douglas        | It's a Sin                 | Roscoe Babatunde                    | Channel 4        |
| 2022              | David Carlyle        | It's a Sin                 | Gregory "Gloria" Finch              | Channel 4        |
| 2022              | Nonso Anozie         | Sweet Tooth                | Tommy Jepperd                       | Netflix          |
| 2022              | Stephen Graham       | Time                       | Eric McNally                        | BBC One          |
| 2023              | Adeel Akhtar         | Sherwood                   | Andy Fisher                         | BBC One          |
| 2023              | Samuel Bottomley     | Somewhere Boy              | Aaron                               | Channel 4        |
| 2023              | Josh Finan           | The Responder              | Marco                               | BBC One          |
| 2023              | Salim Daw            | The Crown                  | Mohamed Al-Fayed                    | Netflix          |
| 2023              | Jack Lowden          | Slow Horses                | River Cartwright                    | Apple TV+        |
| 2023              | Will Sharpe          | The White Lotus            | Ethan Spiller                       | Sky Atlantic     |